# John H. Manley
Pour les articles homonymes, voir Manley.
John Henry Manley est un physicien américain, né le 21 juillet 1907 à Harvard (Illinois) et mort le 11 juin 1990 à Los Alamos (Nouveau-Mexique). 
Il a servi d'assistant à Robert Oppenheimer au laboratoire de Los Alamos pendant le projet Manhattan.

## Biographie
John Henry Manley naît le 21 juillet 1907 à Harvard (Illinois) aux États-Unis. Il obtient un baccalauréat en sciences de l'université de l'Illinois à Urbana-Champaign en 1929, puis son Ph. D. en physique de l'université du Michigan en 1934. Ensuite, il est chargé de cours à l'université Columbia puis professeur à l'université de l'Illinois de 1937 à 1942. À cette époque, il épouse Kathleen ; le couple a ensuite deux filles : Kim (née à Los Alamos au Nouveau-Mexique) et Kathleen (née à Greeley au Colorado).
Quand la Seconde Guerre mondiale éclate, Manley travaille au Metallurgical Laboratory de Chicago. En 1942, Leslie Richard Groves, responsable du projet Manhattan, l'embauche comme assistant de Robert Oppenheimer, directeur scientifique du projet.
Le 4 avril 1943, Manley commence à travailler au Laboratoire national de Los Alamos. Les premiers jours, il monte des bâtiments et différents instruments qui serviront à la conception et la fabrication de la future bombe atomique. Il installe aussi un générateur Cockcroft-Walton, qu'il a emporté avec lui depuis l'université à Urbana-Champaign. Pendant la guerre, Manley sert surtout comme assistant d'Oppenheimer en supervisant les activités expérimentales au laboratoire.
Après la guerre, Manley quitte Los Alamos pour servir comme secrétaire exécutif du General Advisory Committee qui conseille la Commission de l'énergie atomique des États-Unis. Ensuite, il retourne à Los Alamos comme directeur adjoint à la recherche. De 1951 à 1957, il enseigne la physique à l'université de Washington. En 1954, il reçoit une bourse Guggenheim.
Il prend sa retraite en 1974 et meurt en 1990 à Los Alamos à l'âge de 82 ans.